# Nanzan

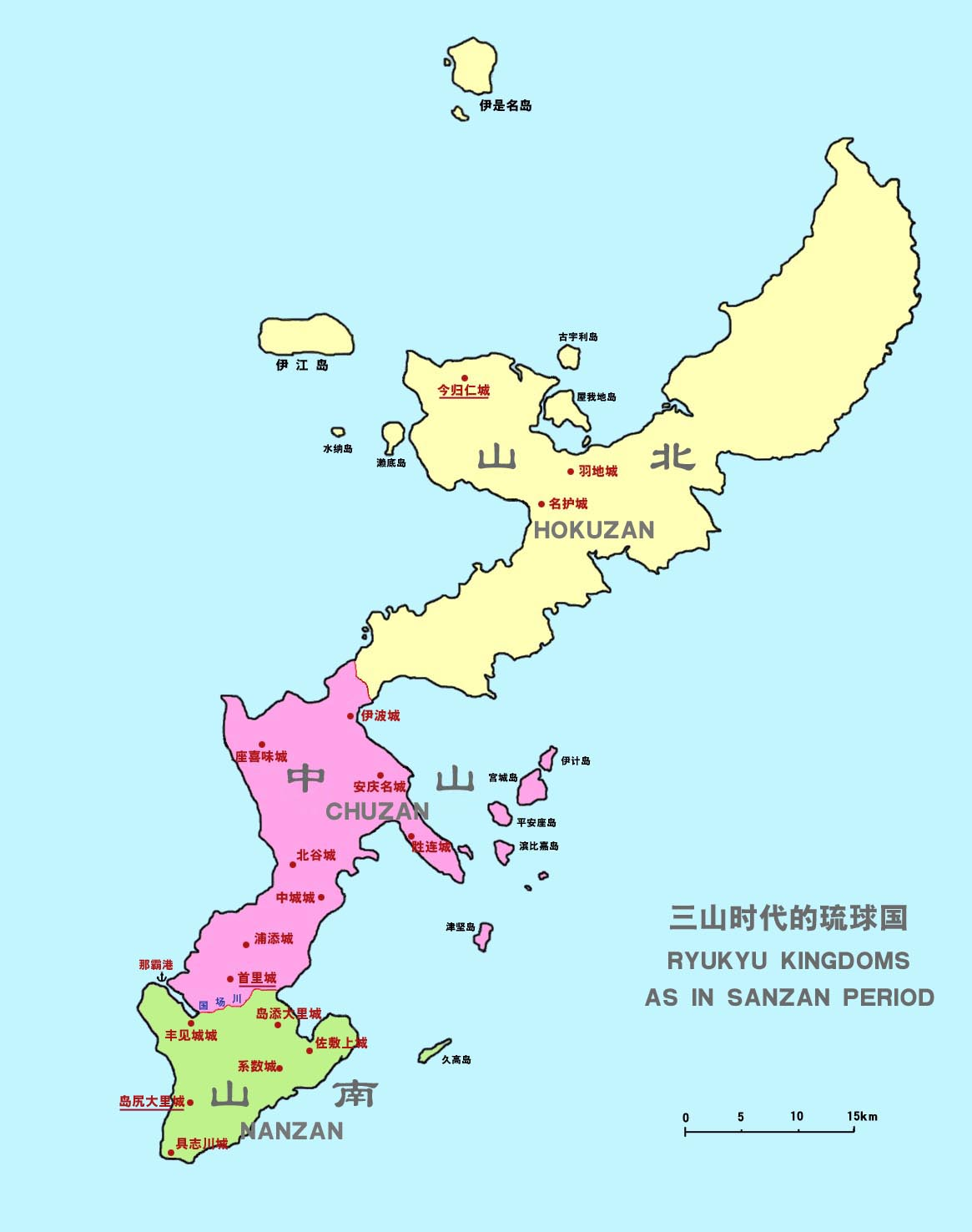
Carte des trois royaumes (Sanzan) d'Okinawa, avec Nanzan en vert.

Nanzan (南山), parfois appelé Sannan (山南), est un des trois royaumes qui contrôlent l'archipel Okinawa au XIVe siècle. Okinawa, précédemment contrôlée par un certain nombre de chefs  ou seigneurs locaux faiblement liés par un chef suprême ou roi de l'île, est divisée en trois royaumes plus solidement définis quelques années après 1314. C'est ainsi que commence l'époque Sanzan, qui se termine à peu près un siècle plus tard lorsque Shō Hashi, roi de Chūzan conquiert Hokuzan en 1419 et Nanzan en 1429.

## Histoire
| Nom     | Kanji  | Règne       | Lignée ou dynastie | Notes                                                  |
| ------- | ------ | ----------- | ------------------ | ------------------------------------------------------ |
| Ofusato | 承察度 | 1337?-1396? | Lignée Ozato       | Ofusato, seigneur d'Ozato établit le royaume de Nanzan |
| Oueishi | 汪英紫 | 1388-1402   | Lignée Ozato       | Oncle d'Ofusato                                        |
| Ououso  | 汪応祖 | 1403?-1413  | Lignée Ozato       | Deuxième fils d'Oueishi                                |
| Tafuchi | 達勃期 | 1413?-1414? | Lignée Ozato       | Fils ainé d'Oueishi                                    |
| Taromai | 他魯毎 | 1415?-1429  | Lignée Ozato       | Fils ainé d'Ououso, dernier roi de Nanzan              |